# Vasile Florea
Vasile Florea (n. 5 august 1931, Săgeata, România – d. 11 februarie 2019) a fost un traducător și istoric și critic de artă român. A fost membru al Secției de critică al Uniunii Artiștilor Plastici din România. A avut studii universitare de istorie a artei și a fost un editor activ la E.S.P.L.A, Editura Meridiane și Artemis. A fost autorul a numeroase studii, articole, prefețe de carte și cărți privitoare la arta românească și universală. Pe lângă lucrările de sinteză pe care le-a realizat a fost colaborator la altele ca Arta românească modernă și contemporană, Istoria artei românești, O istorie a artei ruse, Mica enciclopedie de artă universală, Enciclopedia artiștilor români contemporani. A fost autorul monografiilor unor artiști: Rafael, Goya, Gheorghe Petrașcu, Theodor Aman, Baltazar, M. Sterian, V. Blendea și Ciucurencu.